# Bozrah
Bozrah è un comune di 2.445 abitanti degli Stati Uniti d'America, situato nella Contea di New London nello Stato del Connecticut.